# Kératose

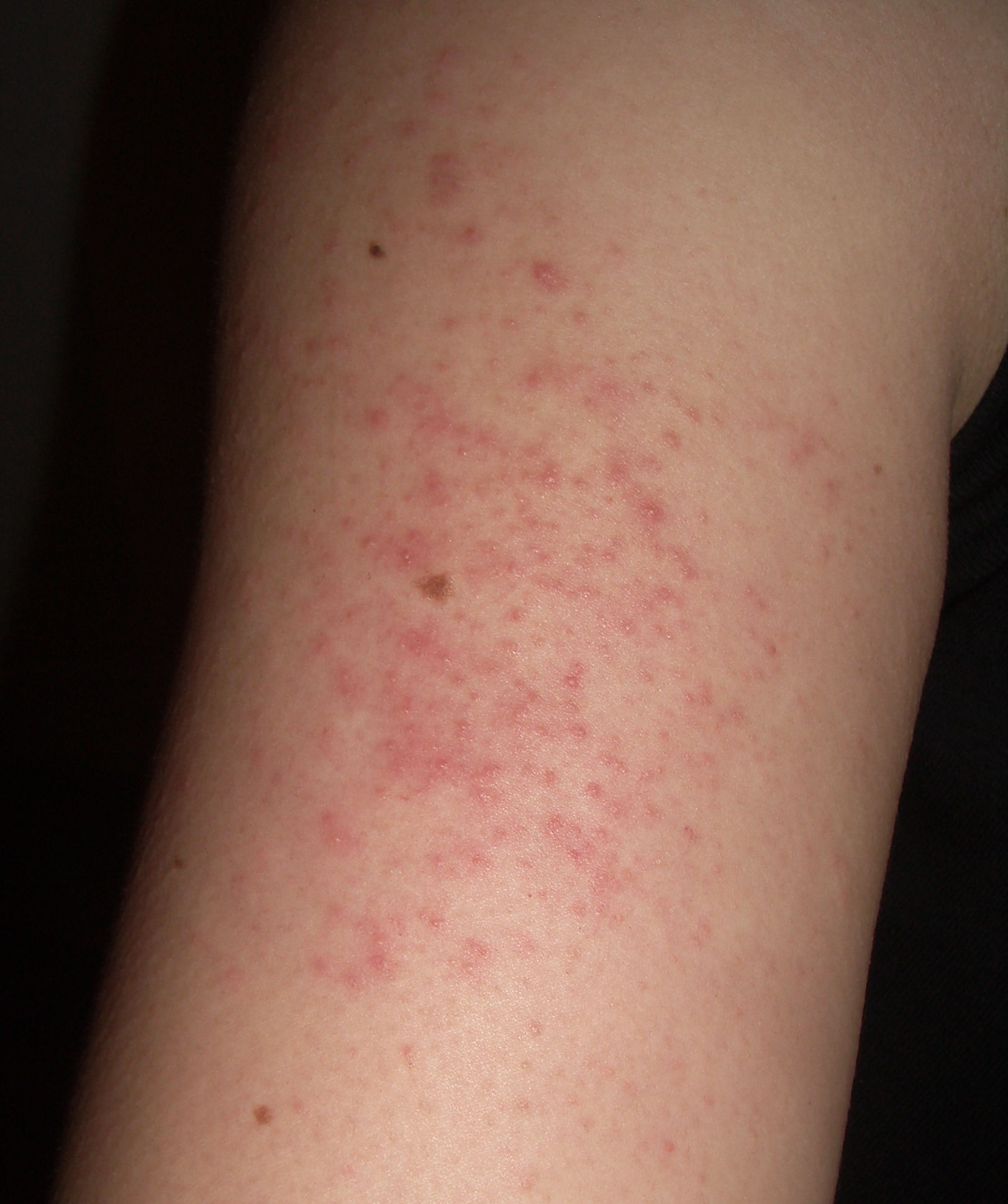
Exemple de kératose

La kératose, ou kératodermie, est l'hypertrophie des couches cornées de l'épiderme.

## Formes de kératose
On trouve dans la littérature médicale : la kératose pilaire atrophiante de Brocq, la kératose séborrhéique et la para-kératose qui sont des formes de kératose qui apparaissent à des âges différents avec, chacune, des topographies spécifiques.

C'est une pathologie bénigne (voir ichtyose), mais elle doit se différencier :
- du kératoacanthome ;
- des lésions pré-cancéreuses cutanées (la kératose actinique ou solaire) ;
- du carcinome épidermoïde (aussi appelé carcinome spino-cellulaire).

## Histologie
L'histologie permet de distinguer :
- l'orthokératose : la couche cornée est anormalement épaisse mais elle est constituée de cellules cornées d'aspect normal (anomalie quantitative mais non qualitative) ;
- la parakératose : anomalie qualitative de la maturation cornée caractérisée par la persistance anormale des noyaux dans les cellules de la couche cornée ; la couche granuleuse sous-jacente a disparu.

## Modalités
- Importance variable : modérée à considérable (hyperkératose)
- Extension variable
  - diffuse : ichtyose
  - régionale : kératose palmo-plantaire
- Aspect variable
  - adhérente et cohérente ou squameuse
  - crétacée (crayeuse)
  - ostréacée (en coquille d'huitre)
  - papuleuse : kératose folliculaire
- Atteinte des muqueuses : leucoplasie ou leucokératose. Ce sont des taches blanches permanentes. Histologiquement, on constate l'apparition d'une orthokératose et d'une couche granuleuse, ce qui est anormal sur une muqueuse.